# Jorge Federico Osorio
Jorge Federico Osorio Puente (Ciudad de México, 22 de marzo de 1951), conocido como Jorge Federico Osorio, es un pianista concertista mexicano, notable por su amplia trayectoria internacional. Es uno de los más sobresalientes pianistas, reconocido internacionalmente por su dominio del piano.

## Formación
Comenzó sus estudios musicales a los tres años de edad, bajo la guía de su madre, la pianista concertista Luz María Puente. A los trece años ganó el concurso Juventudes Musicales, competencia en México para jóvenes músicos. En 1963 ingresó al Conservatorio Nacional de Música (México), donde se tituló en 1967. Posteriormente, a los 17 años, luego de tomar un curso en la Ciudad de México con el pianista francés Bernard Flavigny, marchó a París becado por el Conservatorio Nacional de Francia; donde estudió de 1968 a 1969. Más tarde (1970-1972) fue alumno en el Conservatorio Chaikovski de Moscú. Perfeccionó técnica pianística con el mismo Bernard Flavigny, Gyorg Demus, Monique Haas y Nadia Reisenberg, y música de cámara con Nathan Milstein. En 1978, en Italia, acudió a los cursos de Wilhelm Kempff para perfeccionar su interpretación de Beethoven.

## Carrera internacional
A su regreso en México después de completar sus estudios, ofreció conciertos en giras nacionales. Después apareció en escenarios musicales de Estados Unidos, Cuba, República Dominicana, Centro y Sudamérica, España, Inglaterra, Yugoslavia, Italia, Austria, Francia, Alemania, Suiza, Israel, Singapur, Japón y Rusia.
Ha tocado bajo la dirección de directores como Badea, Bátiz, Bernardi, Cárdenas, Diazmuñoz, Diemecke, Eros, Georgescu, Herrera de la Fuente, Iturbi, Kitayenko, Mata, Sarmientos y Tennstedt. Como músico de cámara ha actuado en compañía de Bötcher, Brandis, Fujikawa, Imai, Markson, Szeryng, el Cuarteto de Tel Aviv y el Cuarteto de Moscú. A lo largo de su carrera ha recibido varios premios internacionales, entre ellos el Concurso Internacional de Piano de Rhode Island, el Premio Gina Bachauer de la Sinfónica de Dallas y el Premio de la Orquesta Sinfónica de Gina Bachauer. También en octubre de 2012 recibió la Medalla Bellas Artes al mérito artístico por parte del Instituto Nacional de Bellas Artes en México. En 2015 celebró 50 años de carrera artística y recibió el título doctor honoris causa en Bellas Artes por parte de la Universidad Veracruzana. Osorio ha sido director artístico del Festival Musical Brahms Chamber en México y ha sido profesor en la Roosevelt University’s Chicago College of Performing Arts.

## Repertorio
Su amplio repertorio incluye obras mexicanas e internacionales que van desde el período barroco hasta el modernista. Entre sus numerosas grabaciones se encuentra una serie con The Royal Philharmonic Orchestra de Londres, dirigida por Enrique Bátiz, que incluye los conciertos nos. 4 y 5, de Beethoven; Concierto n.º 1 en Re, de Brahms; Conciertos n.º 19, K. 459 y n.º 24, K. 491, de Mozart; Concierto para la mano izquierda y Alborada del gracioso, de Ravel; Concierto heroico, de Rodrigo; Variaciones sinfónicas, de Franck, y Bachiana n.º 3, de Villa-Lobos. Además, ha grabado el Concierto n.º 1, de Tchaikovski, con la Orquesta Sinfónica de Minería, dirigida por Herrera de la Fuente; Concierto n.º 1, de Prokófiev y vals Capricho, de Ricardo Castro, ambos con la Orquesta Sinfónica de Moscú, dirigida por Dmitri Kitayenko; Noches en los jardines de España, de De Falla, con la Orquesta Sinfónica de Xalapa, dirigida por Herrera de la Fuente, y Quinteto para piano y cuerdas, de Schumann, con el Cuarteto de Moscú.

## Presentaciones
Ha tenido diversas presentaciones en México. Tuvo participación en la segunda temporada de la Orquesta Filarmónica de Sonora. En el año 2015 cumplió 50 años de trayectoria por lo que festejó al presentarse el 22 de mayo de ese año en la Sala Nezahualcóyotl. El 11 de septiembre de 2016 se presentó en el Centro Nacional de las Artes en la vigésima edición titulada La apoteosis del piano. El 2 de febrero de 2017 participó en el festival internacional de piano, siendo UNAM la sede, donde realizó una clase magistral para orientar a jóvenes pianistas y se presentó como solista con la Orquesta Filarmónica de la UNAM. 